# Приліпська сільська рада (Мінська область)
Приліпська сільська рада (біл. Прылепскі сельсавет) — колишня адміністративно-територіальна одиниця в складі Смолевицького району розташована в Мінській області Білорусі. Адміністративним центром було село — Приліпи.
Приліпська сільська рада булав розташована в центральній частині Білорусі, і в центрі Мінської області орієнтовне розташування — супутникові знимки [Архівовано 22 червня 2007 у Wayback Machine.], на захід від районного центру Смолевичів.
Рішенням Мінської обласної ради депутатів від сільську раду було ліквідовано.

## Склад сільської ради
До складу сільради входили 14 населених пунктів:
- Аношки • Вишня • Дуброва • Кудрищино • Ляди • Приліпськая Усяжка • Приліпи • Пристроми • Рудня • Високе • Ізбицьке • Ковалівщина • Тадулино • Усяжа.